# Grattacieli più alti d'Albania
Questa è una lista degli edifici più alti in Albania.

## Lista
| Rank | Nome                           | Immagine | Località | Altezza | Piani | Architetto                | Sviluppatore             | Anno |
| ---- | ------------------------------ | -------- | -------- | ------- | ----- | ------------------------- | ------------------------ | ---- |
| 1    | Downtown One                   |          | Tirana   | 150 m   | 40    | MVRDV                     | Kastrati Sh.p.k          | 2022 |
| 2    | InterContinental Hotel Tirana  |          | Tirana   | 135 m   | 34    | Bolles+Wilson / Atelier 4 | Geci Sh.p.k              | 2023 |
| 3    | Torre dell'Air Albania Stadium |          | Tirana   | 112 m   | 24    | Archea                    | AlbStar Sh.p.k           | 2019 |
| 4    | Alban Tower                    |          | Tirana   | 110 m   | 25    | Archea                    | Al&Gi Sh.p.k             | 2022 |
| 5    | Rajfi Residence                |          | Durazzo  | 91 m    | 27    | -                         | Rajfi Group Sh.p.k       | 2018 |
| 6    | TID Tower                      |          | Tirana   | 85 m    | 24    | 51N4E                     | TID                      | 2015 |
| 7    | Garden Building                |          | Tirana   | 85 m    | 24    | Archea                    | Nova Construction Sh.p.k | 2023 |
| 8    | ABA Business Center            |          | Tirana   | 83 m    | 21    | Bolles+Wilson             | Gener2                   | 2008 |
| 9    | Ambasador 3                    |          | Tirana   | 82 m    | 23    | Atelier 4                 | Mane TCI                 | 2016 |
| 10   | Sky Tower                      |          | Tirana   | 60–70 m | 20    | Ilir Shijaku              | Lani Sh.p.k              | 2000 |
| 11   | Tirana International Hotel     |          | Tirana   | 56 m    | 15    | Valentina Pistoli         | Stato albanese           | 1979 |
| 12   | European Trade Center          |          | Tirana   | 56 m    | 16    | -                         | Edil-Al                  | 2006 |
| 13   | Twin Towers                    |          | Tirana   | 52 m    | 15    | -                         | TID                      | 2005 |

## Lista nuovi progetti
| Rank | Nome                 | Località | Altezza | Piani | Architetto                 | Anno | Stato                |
| ---- | -------------------- | -------- | ------- | ----- | -------------------------- | ---- | -------------------- |
| 1    | Mount Tirana         | Tirana   | 205 m   | 58    | CEBRA                      | ?    | In costruzione       |
| 2    | Lana Riverside Tower | Tirana   | 204 m   | 56    | Marco Casamonti & Partners | ?    | In costruzione       |
| 3    | Eyes of Tirana       | Tirana   | 130 m   | 31    | Henning Larsen             | 2022 | In costruzione       |
| 4    | Hora Vertikale       | Tirana   | 142 m   | 41    | OODA                       | 2023 | Costruzione prossima |